# 柯丽
柯丽（1947年7月—），女，回族，新疆乌鲁木齐人，中华人民共和国政治人物，曾任新疆维吾尔自治区政协副主席，第十届全国人大代表。